# Es tarde
«Es tarde» es una canción del cantante y compositor colombiano Juanes, lanzada en mayo del 2017 como el sexto y último sencillo de su séptimo álbum de estudio Mis planes son amarte. Fue compuesta por él junto con Carlos Alejandro Patino y Alejandro Ramirez y producida por Kacho López Mari
El vídeo musical fue grabado en el oriente antioqueño en Colombia.

## Lista de canciones

### Descarga digital[5]
- 'Es tarde'- 3:29

## Posicionamiento en listas
| Lista                              | Mejor posición |
| ---------------------------------- | -------------- |
| Argentina (Top 100 Digital)        | 65             |
| Estados Unidos (Latin Pop Airplay) | 10             |
| México (Mexico Espanol Airplay)    | 23             |
| Perú (Top 100 Digital)             | 76             |

## Historial de lanzamiento
| Región         | Fecha               | Formato                     | Discográfica           | Ref.  |
| -------------- | ------------------- | --------------------------- | ---------------------- | ----- |
| América Latina | 27 de enero de 2017 | Descarga digital, Streaming | Universal Music Latino | [ 5 ] |